# Емеркінген
Емеркінген (нім. Emerkingen) — громада в Німеччині, знаходиться в землі Баден-Вюртемберг. Підпорядковується адміністративному округу Тюбінген. Входить до складу району Альб-Дунай.
Площа — 7,40 км2. Населення становить 848 ос. (станом на 31 грудня 2020).